# Stefano Di Marino
Stefano Antonio Maria Di Marino (Milano, 28 marzo 1961 – Milano, 6 agosto 2021) è stato uno scrittore, traduttore e critico letterario italiano.

## Biografia
Laureato in Giurisprudenza, decise però di seguire la sua passione per la letteratura thriller, il noir metropolitano d'azione e l'horror.
Nel 1989 entrò a far parte della redazione della rivista fantascientifica Urania. Nel 1993 iniziò a lavorare come traduttore, sceneggiatore di fumetti, autore. Dal 2002 al 2007 fu consulente sui generi thriller e avventuroso per la casa editrice Longanesi. In seguito dedicò tutta la sua attività alla scrittura creativa. Nel 2008 partecipò al volume History & Mystery della Piemme con il racconto Il Labirinto di Lucrezia; nel mese di marzo iniziò la sua collaborazione con la collana Il Giallo Mondadori Presenta della Arnoldo Mondadori Editore con Un uomo da abbattere, primo romanzo della trilogia "Montecristo".
Collaborò con la rivista on-line Thriller magazine, con il Blog di Segretissimo e con l'associazione Milanonera Eventi. Scrisse per Writers Magazine Italia, Thriller Magazine, Sherlock Magazine, Milanonera Mag, Liberi Discrivere Thiller Pages e Altrisogni. Nella sua pagina nel social network Facebook teneva regolarmente una rubrica intitolata "Colpo in canna", in cui promuoveva e discuteva di autori e narrativa di genere. Svolse un'intensa attività di promozione e presentazione del suo lavoro e di quello di colleghi italiani. Diresse corsi di scrittura in vari centri culturali. Fu ideatore e curatore della rivista digitale Action.
Scrisse i suoi romanzi sia come Stefano (a volte Steve) Di Marino sia usando vari pseudonimi, tra cui Stephen Gunn, Xavier LeNormand, Frederick Kaman, Etienne Valmont, Jordan Wong Lee, Alex Krusemark e Gilbert Oury. Era maestro di kickboxing, taekwondo e taiji; alla passione per le arti marziali dedicò anche vari saggi e manuali.
Era socio dell'associazione culturale milanese Giallo & Co fondata da Tecla Dozio che aveva sede alla Libreria del Giallo - Sherlockiana.
Definito da molti come il "Salgari del XXI secolo" o come "il più grande scrittore pulp italiano", è morto suicida saltando dalla finestra nella sua abitazione di Milano il 6 agosto 2021, sembra a causa della depressione seguita alla recente scomparsa del padre Gualtiero. Il funerale si è tenuto al cimitero di Lambrate, dove è stato sepolto.

## Opere

### Serie Il Professionista
Scritti con lo pseudonimo di Stephen Gunn
1. 1995 - Raid a Kourou, Segretissimo, n. 1279
2004 - Commando ombra, TEA, n. 1179 (ISBN 8850206550)
2012 - Raid a Kourou, Segretissimo Special n. 1
2. 1995 - L'eredità Cargese, Segretissimo n. 1289
2005 - Corsican Option, TEA, n. 1238 (ISBN 8850206690)
2012 - L'eredità Cargese, Segretissimo Special n. 2
3. 1996 - Appuntamento a Shinjuku, Segretissimo, n. 1311
2005 - Yakuza Connection, TEA, n. 1300 (ISBN 8850209266)
2013 - Appuntamento a Shinjuku, Segretissimo Special n. 3
4. 1996 - Fuga da El Diablo, Segretissimo, n. 1318
2006 - TEA, n. 1342 (ISBN 8850210337)
2013 - Segretissimo Special n. 4
5. 1997 - Morire a Kowloon, Segretissimo, n. 1333
2006 - La notte dei mille draghi, TEA n. 1404 (ISBN 8850212194)
2013 - Morire a Kowloon, Segretissimo Special n. 5
6. 1997 - Il grande colpo del Marsigliese, Segretissimo, n. 1345
2007 - Il tesoro dei lupi, TEA, n. 1469
2014 - Il grande colpo del Marsigliese, Segretissimo Special n. 8
7. 1998 - Marea rossa, Segretissimo, n. 1360
2008 - Il veleno del Cobra, TEA, n. 1568
2015 - Marea rossa, Segretissimo Special n. 9
8. 1998 - Missioni non autorizzate, Segretissimo n. 1373
2014 - Segretissimo Special n. 7
9. 1999 - Uno contro tutti, Segretissimo n. 1385 e 2015 Segretissimo Special n. 10
10. 1999 - Pochi soldi molto onore, Segretissimo n. 1400 e 2015 Segretissimo Special n. 11
11. 2000 - Duello a Raikujan, Segretissimo n. 1422 e 2016 Segretissimo Special n. 12
12. 2001 - Fuoco sulla pelle, Segretissimo n. 1434 e 2016 Segretissimo Special n. 13
13. 2001 - Operazione Salamandra, Segretissimo n. 1453 e 2016 Segretissimo Special n. 14
14. 2002 - Vendi cara la pelle, romanzo breve in appendice a Segretissimo n. 1456 e 2007 - Professional Gun (antologia), Segretissimo, Speciale n. 28 (Supplemento al n. 1524) e 2019 Segretissimo Special n 23
15. 2002 - Programma Labirinto, Segretissimo n. 1472 e 2016 Segretissimo Special, n. 15
16. 2003 - La notte della mangusta, Segretissimo n. 1476 e 2017 Segretissimo Special n. 16
17. 2003 - La vendetta del Marsigliese, Segretissimo n. 1484 e 2017 Segretissimo Special n. 17
18. 2004 - Ghiaccio siberiano, Segretissimo n. 1489 e 2018 Segretissimo Special n. 19
19. 2004 - Vivere nel buio, Segretissimo n. 1497 e 2018 Segretissimo Special n. 20
20. 2005 - Il nemico siamo noi, Segretissimo n. 1502 e 2018 Segretissimo Special n. 21
21. 2005 - Corsa nel fuoco, Segretissimo n. 1510 e 2018 Segretissimo Special n. 22
22. 2006 - Dossier Yaponchik, Segretissimo n. 1514 e 2019 Segretissimo Special n. 24
23. 2006 - Rififi a Rue Saint Denis, nel sito www.ivedovineri.it
2007 - in Professional Gun (antologia), Segretissimo, Speciale n. 28 (Supplemento al n. 1524) e 2019 Segretissimo Special n. 23
24. 2006 - Il rettile, nel sito www.ivedovineri.it
2007 - in Professional Gun (antologia), Segretissimo, Speciale n. 28 (Supplemento al n. 1524) e 2019 Segretissimo Special n. 23
25. 2006 - L'inferno dei vivi, Segretissimo, n. 1520 e 2019 Segretissimo Special n. 25
26. 2007 - Gangland, Segretissimo, n. 1527 e 2020 Segretissimo Special n. 27
27. 2007 - Il Luparo, in Professional Gun (antologia), Segretissimo, Speciale n. 28 (Supplemento al n. 1524) e 2019 Segretissimo Special n. 23
28. 2007 - Colori di guerra, Segretissimo n. 1534 e 2020 Segretissimo Special n. 28
29. 2008 - Contratto veneziano in Legion (antologia), Supersegretissimo (Estate Spia) n. 36
30. 2008 - Beirut Gangwar, Segretissimo, n. 1542 e 2020 Segretissimo Special n. 29
31. 2009 - Vladivostok Hit, Segretissimo, n. 1548 con protagonista Antonia Lake
32. 2009 - Pietrafredda, Perdisa Pop
33. 2009 - Campi di morte, Segretissimo, n. 1555 e 2021 Segretissimo Special n. 33
34. 2010 - Tiro all'italiana, Segretissimo, n. 1561 e 2021 Segretissimo Special n. 32
35. 2010 - Un mestiere difficile in Scrivere da professionisti, Delos Books
2012 - in appendice a Il Professionista non è morto, Segretissimo, n. 1585
36. 2010 - Guerre segrete, Supersegretissimo, n. 42 e 2021 Segretissimo Special n. 34
37. 2010 - Bajo fuego. I Crudeli, Supersegretissimo, n. 42
38. 2010 - Morte senza volto, Segretissimo, n. 1569
39. 2010 - Vendetta, Edizioni BD (romanzo illustrato)
40. 2011 - Gangland Blues, Segretissimo, n. 1573
41. 2011 - Nome in codice: Loki, Segretissimo, n.1581
42. 2011 - Sanguenero, in appendice a Nome in codice: Loki, Segretissimo, n.1581
43. 2012 - Il Professionista non è morto, Segretissimo, n.1585
44. 2012 - La vendetta del fantasma [ romanzo breve con Stephane Renard, il nonno del Professionista agente delle Brigate del Tigre nel 1910-Ebook realizzato anche in versione cartacea in occasione di Cartoomics 2012] ,[Dbooks.it]. Ripubblicato nel 2013 in Segretissimo Special n. 5
45. 2012 - Le origini, Segretissimo Special n. 1
46. 2012 - Operazione Berserker, Segretissimo Special n. 2
47. 2012 - Gangland-Cracovia: un affare di donne, nel sito www.thrillermagazine.it con protagoniste Antonia Lake e Caterina 'Skate' Manzelli. Pubblicato nel 2014 in Segretissimo n. 1609
48. 2012 - Nero criminale - Edizioni della sera- firmato come Stefano Di Marino
49. 2012 - Operazione Barracuda, Segretissimo, n. 1593
50. 2013 - L'assalto, Segretissimo Special n. 3
51. 2013 - Missione suicida Segretissimo n.1597
52. 2013 - Femmine e cobra, Segretissimo Special n. 4
53. 2013 - Vendetta per vendetta (due storie collegate: Fronte al nemico e La vendetta del fantasma), Segretissimo Special n. 5
54. 2013 - La triade di Shanghai Segretissimo n.1605
55. 2014 - Braccato!, Segretissimo Special n. 6
56. 2014 - Missione White Tiger, Segretissimo, n. 1609
57. 2014 - Il complotto, Segretissimo Special n. 7
58. 2014 - Colpo su colpo, Segretissimo, n. 1613
59. 2014 - Guerriglia a Capo Verde, Segretissimo Special n. 8
60. 2014 - Chi è Skorpia?, Segretissimo, n. 1617
61. 2015 - Operazione Tempesta, Segretissimo Special n. 9
62. 2015 - Il cerchio nero, Segretissimo n. 1621
63. 2015 - Anaconda, Segretissimo Special n. 10
64. 2015 - Asso di spade Segretissimo n. 1625
65. 2015 - Caccia spietata Segretissimo Special n. 11
66. 2016 - Missione Kodiak Segretissimo Special n. 12
67. 2016 - Raid a Panama Segretissimo Special n. 13
68. 2016 - L'oro di Skorpia Segretissimo n. 1631
69. 2016 - Tramonto d'oppio - Segretissimo Special n.14
70. 2016 - Sette Pistole  Segretissimo n.1633
71. 2017 - Attacco a Bassora - Segretissimo Special n.15
72. 2017 - Rapimento e riscatto - Segretissimo Special n. 16
73. 2017 - Master spy - Segretissimo Special n. 17
74. 2017 - Guerra di Spie - Segretissimo n. 1636
75. 2017 - Kill Skorpia - Segretissimo n. 1637
76. 2017 - Sangue nel ghiaccio - nella raccolta "Gli Uomini Della Legione" Segretissimo Special n. 42, supplemento al n. 1637
77. 2017 - Protezione ravvicinata - Segretissimo Special n.18
78. 2017 - Uccidete Kanagawa - Segretissimo Special n.18
79. 2017 - Legione Straniera - Segretissimo n. 1638
80. 2018 - L'oppio di Herat-  Segretissimo Special n.19
81. 2018 - Intrigo brasiliano - Segretissimo Special n.20
82. 2018 - Missione Undersea - Segretissimo Special n.21
83. 2018 - Uccidere o morire - Segretissimo n. 1641
84. 2018 - Dossier Phoenix - Segretissimo n. 1642
85. 2018 - Destinzaione Tikrit - Segretissimo Special n.22
86. 2018 - Black Sand - Segretissimo n. 1644
87. 2019 - Missione Vulkan - Segretissimo Special n.23
88. 2019 - Spionaggio a Teheran - Segretissimo Special n.24
89. 2019 - Battesimo del fuoco - Segretissimo Special n.25
90. 2019 - Matrioska - Segretissimo n. 1647
91. 2019 - Io sono El Gringo - Segretissimo n. 1648
92. 2019 - Sezione 8 - Segretissimo Special n.26
93. 2019 - Ninja Mission - Segretissimo n. 1650
94. 2020 - Prima Missione - Segretissimo Special n.27
95. 2020 - Il picco delle aquile - Segretissimo Special n.28
96. 2020 - Full contact - Segretissimo Special n.29
97. 2020 - Missione Jigsaw - Segretissimo n. 1653
98. 2020 - Fortezza Rossa - Segretissimo n. 1654
99. 2020 - Nella città che brucia - Segretissimo Special n.30
100. 2020 - Gangland Red Zone - Segretissimo Special n.30
101. 2020 - Overdrive - Segretissimo n. 1656
102. 2021 - Colpo in canna - Segretissimo Special n.32
103. 2021 - Fiesta di piombo - Segretissimo Special n.33
104. 2021 - Pistola in vendita - Segretissimo n. 1659
105. 2021 - Terra del fuoco - Segretissimo n. 1660
106. 2021 - Gangland vendetta - Segretissimo Special n.34
107. 2021 - Obiettivo sconosciuto - Segretissimo n. 1662

#### Racconti e saggi del Professionista
- Ladri di donne - apparso su M-Rivista del Mistero (Alacrán) e raccolto in Professional Gun (Arnoldo Mondadori Editore) e 2019 Segretissimo Special n. 23
- Il manuale della spia - apparso a puntate in appendice a Segretissimo
- Il tatuaggio khmer - raccolto in Killers & Co. (Sonzogno); in seguito in appendice a Colori di guerra, Segretissimo n. 1534
- Nella città che brucia - apparso su M-Rivista del Mistero (Alacrán)
- I lupi muoiono in silenzio - raccolto in Anime nere (Arnoldo Mondadori Editore)
- Rififi a Pigalle - a puntate su Cronaca Vera; in seguito in appendice a Beirut: Gangwar, Segretissimo n. 1542
- Una donna nella pioggia - apparso su Gli occhi dell'Hydra antologia della collana Criptex-Domino edizioni; in seguito in appendice a Tiro all'italiana, Segretissimo n. 1561
- La lama fredda - apparso su Detective magazine, Edizioni mimosa (gennaio 2008); in seguito in appendice a Tiro all'italiana, Segretissimo n. 1561
- Taglio di diamanti - postfazione per Traffico di diamanti (Alacrán Edizioni)
- Pantani d'inferno - nell'antologia Giallo Latino 2011, (Ego edizioni)- in digitale su Thriller Magazine Giugno 2012
- Fronte al nemico - in versione digitale su Action n.1, (dbooks.it)
- L'anello di fuoco - in versione digitale per Thriller Magazine
- Operazioni segrete - contiene la graphic Novel Taglio all'orientale - il fumetto del Professionista sceneggiato e disegnato da Simone Zilliani con 60 pagine di articoli sulla narrativa spy, la storia del fumetto di spionaggio e il 2013 al cinema con le spie firmati SDM-Dbooks, 2013 edizione limitata per cartoomics 2013 - cartaceo
- Kanun, il codice della vendetta - nell'antologia "Un giorno a Milano" Novecento Editore
- Un giorno all'anno - nell'antologia "365 Racconti di Natale" Delos
- Un affare di donne - in allegato a Missione White Tiger, Segretissimo 1609
- L'inglese - nel volume Agente segreto di sua maestà; Ego edizioni
- Pioggia di sangue - primo episodio della Miniserie Controbuio in appendice a L'oro di Skorpia (Segretissimo 1631)
- I veleni di Angkor - secondo episodio della Miniserie Controbuio in appendice a SAS Ciclone all'Oni numero 19
- Cuba Libre - terzo episodio della Miniserie Controbuio in appendice a SAS Missione a Saigon numero 20
- I lupi di Cipro - quarto episodio della Miniserie Controbuio in appendice a SAS Sua Altezza la spia numero 21
- Ultima notte ad Amburgo - quinto episodio della Miniserie Controbuio in appendice a SAS Agente di ventura numero 22
- Sangue nel ghiaccio - Nell'antologia Legion 3
- Il Professionista - Un mestiere difficile, apparso su "Scrivere da Professionisti", Delos Books, 2010

### SerieVlad
Scritti con lo pseudonimo di Xavier LeNormand
1. 2001 - Il primo della lista, Segretissimo n. 1451
2. 2002 - Il Circolo Kandinsky, Segretissimo n. 1462
3. 2003 - Il mattino dei demoni, Segretissimo n. 1479
4. 2004 - Senza nome né legge, Segretissimo n. 1491
5. 2005 - Mosaico di specchi, Segretissimo n. 1507
6. 2006 - Gli spettri di Peshawar, Segretissimo n. 1517
7. 2008 - Tempesta sulla città dei morti, Segretissimo n. 1538

### SerieJasmine, La Regina dei Gitani
Scritti con lo pseudonimo di Etienne Valmont
1. 2000 - La rosa e il pugnale, Sperling & Kupfer
2. 2001 - La città dell'oro, Sperling & Kupfer
3. 2002 - Il giglio di fuoco, Sperling & Kupfer

### SerieJulius Colleoni, Agente di Ventura
Scritti con lo pseudonimo di Frederick Kaman
- 1990 - Braccio di ferro a Kalimatan, Top Secret n. 8 (Garden Editoriale)
- 1990 - Sulla strada per Peshawar (racconto), Top Secret n. 9 (Garden Editoriale)
- 1990 - L'ultimo balzo nel nulla (racconto), Top Secret n. 9 (Garden Editoriale)
- 1991 - Il potere della strega (The Erzhili's Legacy), Edizioni Eden
- 1991 - La tigre nel mirino, Top Secret n. 10 (Garden Editoriale)
- 1991 - Iguana Connection, Top Secret n. 13 (Garden Editoriale)
- 1992 - Fuga da El Diablo, Top Secret n. 18 (Garden Editoriale)
- 1996 - Il sogno della tigre, Segretissimo n. 1302

### Serie Bas Salieri
Pubblicati col nome Stefano Di Marino
- 2014 - Il Palazzo dalle cinque porte - romanzo Il Giallo Mondadori n 3100
- 2015 - Una notte tra le ombre - racconto pubblicato su Confidenze e ristampato su I Classici de Il Giallo Mondadori 1367
- 2015 - Il bruto di Vallelunga - racconto pubblicato su Delitti in Giallo, Il Giallo Mondadori Extra 23
- 2016 - La fonte dei 13 monaci - racconto pubblicato su Il Giallo Mondadori 3150
- 2017 - La torre degli Scarlatti - romanzo Il Giallo Mondadori 3159
- 2019 - Il fauno di cenere - racconto pubblicato in Delitti al museo Il Giallo Mondadori 3177
- 2020 - L'amante di pietra - romanzo Il Giallo Mondadori 3189
- 2023 - La Casa delle Salamandre - romanzo Mondadori

### Romanzi Fantasy
- 1998 - I predatori di Gondwana, Urania n. 1350
seguito dall'appendice Com'è nato questo romanzo, dell'autore stesso
- 2001 - L'ultima imperatrice (The Dowager Emperess and the Wolfman Swordsman), Urania Fantasy (nuova serie) n. 1
seguito dall'appendice Il mondo dell'ultima imperatrice, dell'autore stesso

### Romanzi vari
Scritti come Stefano (Steve) Di Marino
- 1990 - Per il sangue versato, Arnoldo Mondadori Editore
- 1992 - Sopravvivere alla notte, Segretissimo n. 1204
- 1992 - Giungla mortale, Metrolibri
- 1993 - Pista cieca, Arnoldo Mondadori Editore (ISBN 8804376457); supplemento a Segretissimo n. 1439 (2001)
- 1994 - Lacrime di Drago, Arnoldo Mondadori Editore
2014 - Segretissimo Special, n. 6 a firma Stephen Gunn
- 1996 - I sette sentieri dell'alleanza, Sperling & Kupfer (ISBN 8820022966)
- 1997 - L'ombra del corvo, Sperling & Kupfer (ISBN 8878247790) e Segretissimo Special n.26 (2019)
- 1999 - Il sentiero dei mille sospiri, Urania Millemondi n. 23
seguito dall'appendice Di altri incubi e altri misteri, dell'autore stesso
- 2000 - Il Cavaliere del Vento, Piemme
- 2002 - Quarto Reich, Piemme (ISBN 8838473641)
- 2005 - Ora Zero, Editrice Nord (ISBN 8842913820)
- 2007 - Sole di fuoco, TEA (ISBN 9788850214761)
- 2008 - Montecristo 1 - Un uomo da abbattere, Il Giallo Mondadori Presenta n. 6 e Segretissimo n. 1649 (2019)
- 2008 - Montecristo 2 - Giorno maledetto, Il Giallo Mondadori Presenta n. 12
- 2009 - Montecristo 3 - Stagione di fuoco, Il Giallo Mondadori Presenta n. 13
- 2009 - Io sono la tua ombra - pubblicato in 6 puntate su "Confidenze" (Arnoldo Mondadori Editore)
- 2009 - Sortilegio - pubblicato in 8 puntate su "Confidenze" (Arnoldo Mondadori Editore)
- 2010 - Dalla finestra... - pubblicato come romanzo breve staccabile su "Confidenze" (Arnoldo Mondadori Editore)
- 2010 - Amori e crudeltà dell'Orchidea Rossa, Edizioni Scudo
- 2010 - Appuntamento a Madrid - pubblicato come romanzo breve staccabile su "Confidenze" (Arnoldo Mondadori Editore)
- 2011 - Maschere e pugnali - pubblicato come romanzo breve staccabile su "Confidenze" (Arnoldo Mondadori Editore)
- 2011 - Il segreto di Anna - pubblicato come romanzo breve su "Confidenze" (Arnoldo Mondadori Editore)
- 2011 - Appuntamento a Samaringa - versione cartacea a tiratura limitata dell'ebook edito da dbooks.it
- 2012 - Vlad: il primo della lista (Nuova serie) [ realizzato in Ebook e in limitata tiratura cartacea per dbook.it], [dbooks.it]
- 2012 - Il mare degli inganni- pubblicato come romanzo breve su Confidenze
- 2012 - Nero Criminale - Edizioni della Sera
- 2013 - Il tatuaggio di Sabbia - Quondam project/amazon.it - edizione kindle e print on demand
- 2013 - L'isola maledetta - Quondamproject/amazon it.- edizione kindle e print on demand
- 2013 - La città sepolta - Quondam project/amazon.it - edizione kindle e print on demand
- 2013 - Vlad - Prigione nel ghiaccio (Nuova serie) dbooks.it
- 2014 - Amori e crudeltà dell'Orchidea Rossa (nuova edizione) dbooks.it
- 2014 - Mosaico a tessere di sangue Cordero
- 2014 - Tutti all'inferno Novecento editore
- 2015 - La Tigre dagli occhi di giada Dbooks.it
- 2016 - Le Brigate del Tigre Dbooks.it
- 2016 - Doppio spettacolo Dbooks.it
- 2016 - IL MIO NOME è NESSUNO Dbooks.it
- 2016  - Per il sangue versato- ristampa nel volume I tre volti del noir Mondadori
- 2017 - L'uomo della nebbia- Dbooks.It
- 2020 - Killer Elite: professione assassino

### Racconti vari
- 1990 - Baci e pistole - raccolto in "Top Secret" n. 9 (Garden Editoriale) - scritto come Alex Krusemark
- 1990 - Nessuno deve sapere, raccolto in "Top Secret" n. 9 (Garden Editoriale) - scritto come Gilbert Oury
- 2007 - Il killer - raccolto in Colpi di testa, Edizioni Noubs (ISBN 9788887468533)
- 2007 - In fondo al fiume nero. Una storia di Gangland - in appendice a Il Giallo Mondadori Presenta n. 2
- 2008 - Il labirinto di Lucrezia - raccolto in History & Mystery, Piemme (ISBN 9788838487224)
- 2008 - Sukyaky Bockaroo Banzay - raccolto nello speciale "Nero West" di M-Rivista del Mistero n. 6 (Alacrán Edizioni)
- 2008 - Non sparare alla Donna Ragno - raccolto in Bugs, Edizioni BD (ISBN 9788861232136) - scritto come Stefano di Marino
- 2009 - Riflessi nel buio. Una storia di Gangland - raccolto in appendice a Vladivostok Hit (Segretissimo n. 1548) - scritto come Stephen Gunn
- 2009 - Lungo addio - pubblicato nella raccolta libri gialli, anni di piombo - sulla rivista on line Thriller Magazine
- 2009 - Kitsune, la donna volpe - raccolto in Bad Prisma, Epix n. 5 (Arnoldo Mondadori Editore)
- 2009 - Lo Straniero e altri racconti - edizione aggiornata e illustrata da foto dell'autore, Edizioni Scudo
(Il Killer; Profumo di pesco; La morte tatuata; L'anno del topo; L'ultimo Balzo nel nulla)
- 2009 - Questa è la storia di un uragano - raccolto in Delitti e canzoni, Todaro Editore
- 2009 - Il sogno dello squalo - in appendice a (Segretissimo n. 1556
- 2009 - Lungo addio (versione per la stampa) - raccolto in Crimini di Piombo, Larum Editore (a cura di Daniele Cambiaso e Angelo Marenzana
- 2009 - Il Tengu - raccolto in Bloody Hell. Storie di demoni e angeli caduti, Demian Edizioni (a cura di Igor De Amicis e Mauro Smocovich
- 2010 - La memoria rende liberi - raccolto in Sul filo del rasoio, SuperGiallo n. 39 (Arnoldo Mondadori Editore)
- 2010 - Fine chiamata - raccolto in 365 racconti eroitici per un anno, Delos Books
- 2010 - Lo spadaccino con un braccio solo - raccolto in Mahayavan. Racconti delle terre divise n. 1, Edizioni Scudo
- 2011 - La notte aspetta - raccolto in  365 racconti horror per un anno , Delos Books
- 2011 - Tengu - raccolto in Nel Buio, edizioni dbooks.it.
- 2012 - Il cacciatore di figli posseduti in "Onryo-Avatar di morte"- , Arnoldo Mondadori Editore
- 2012 - Spaccaginocchia sulla rivista  Verde n1
- 2013 - Donna con viso di Pantera- Giallo24-Giallo Mondadori Extra
- 2013 - Il signore della notte -Cronaca vera- due puntate
- 2013 - La casa con i muri rosa - Confidenze
- 2014 - Una notte fra le ombre Confidenze
- 2014 - Regole di strada (Antologia Delitti d'estate) - Novecento editore
- 2014 - Treno di notte (Antologia Una notte a Milano) - Novecento editore
- 2016 - sPIRITI DEL MALE (aNTOLOGIA sotto UN CIELO ROSSO SANGUE wEIRD bOOKS)

### Romanzi in formato eBook
I seguenti titoli sono stati editi anche in formato cartaceo.
- 2009 - Lo Straniero e altri racconti - edizione aggiornata e illustrata da foto dell'autore, Edizioni Scudo
- 2010 - Amori e crudeltà dell'Orchidea Rossa, Edizioni Scudo
- 2010 - Lo spadaccino con un braccio solo - raccolto in Mahayavan. Racconti delle terre divise n. 1, Edizioni Scudo
- 2011 - Per il sangue versato (versione rivista dall'autore e con aggiunta di contenuti multimediali) edizioni dbooks.it.
- 2011 - Il labirinto di Lucrezia, edizioni Milano Nera ebook
- 2011 - Il sentiero dei mille sospiri, edizioni Area51
- 2011 - Appuntamento a Samaringa, edizioni dbooks.it.
- 2011 - Il segreto del Fiordaliso, edizioni Milano nera ebook, a puntate episodio Milady a Venezia
- 2011 - Tengu - raccolto nell'antologia Nel Buio, edizioni dbooks.it.
- 2011 - Io sono la tua ombra - versione lunga, edizioni Area 51.
- 2012 - Il segreto del Fiordaliso - secondo episodio Il sicario- Milano nera web press
- 2012 - La vendetta del fantasma - dbooks.it
- 2012 - Vlad: il primo della lista, nuova serie dbooks.it
- 2012 - La trappola del miele - Lite edizioni
- 2012 - Il segreto del Fiordaliso - terzo episodio: La testimone scomparsa Milanonera Web press
- 2012 - Il segreto del Fiordaliso - quarto episodio: La spia del cardinale Milanonera web press
- 2013 - Sex Force - Peccati mortali Delos Digital
- 2013 - Sex Force - Affari proibiti Delos Digital
- 2013 - Sex Force - L'isola delle mantidi Delos Digital
- 2013 - Gatta danzante e il generale fantasma Horror.it
- 2013 - Sex Force - Femmine carnivore Delos Digital
- 2013 - Sex Force - La preda Delos Digital
- 2013 - Sex Force- Mercanti di donne Delos Digital
- 2014 - Sex Force - 100 femmine nel ghiaccio Delos Digital
- 2014- Sex Force - La Contessa nuda Delos Digital
- 2014 - Obscura Legio: bastardi di Roma - romanzo breve Mezzotins edizioni
- 2014 - Sex Force - Profondo blu Delos Digital
- 2014 - Sex Force - La Sirena Cremisi Delos Digital
- 2014 - Sex Force (serie cambiata in Dream Force) - Idoli di smeraldo Delos Digital
- 2014- Dream Force - La moglie infedele Delos Digital
- 2014- Dream Force - La cacciatrice Delos Digital
- 2014- Scuola di scrittura. Scrivere Action e Spy story (5 volumi)- Delos Digital

### Saggistica
- 1996 - Selftraining, Arnoldo Mondadori Editore (ISBN 8804389052)
- 1994 - Guida alle arti marziali, Arnoldo Mondadori Editore (ISBN 8804364157) - con disegni dell'autore stesso
- 1997 - Taekwondo, De Vecchi (ISBN 8841213965) - scritto con Roberto Bonomelli
- 1998 - Bruce & Brandon Lee. I segreti del cinema di arti marziali, Sperling & Kupfer (ISBN 8820026430)
- 1999 - Lezioni di Kickboxing, De Vecchi (ISBN 8841220422)
- 2000 - I segreti delle arti marziali, De Vecchi (ISBN 8841220236)
- 2006 - E nel cielo nuvole come draghi, Touring Club Italiano (ISBN 8836537537)
- 2007 - Dragons Forever. Il cinema di azione e arti marziali, Alacrán Edizioni (ISBN 9788889603635)
- 2009 - Visti dal Professionista: i classici del cinema di spionaggio, rubrica cinematografica sullo spionaggio pubblicata sul Blog del Giallo Mondadori
- 2009 - L'avventurosa storia del thrilling, IL mio vizio è una stanza chiusa, Supergiallo Mondadori 2009 a cura di Stefano Di Marino
- 2009 - Introduzione al volume Segretissimi, guida agli spy-movie italiani anni '60 Bloodbuster edizioni  2010, (ISBN 9788890208737)
- 2010 -  Scrivere da professionisti - manuale di scrittura, Delos Books
- 2011 - Cinescerbanenco - il cinema ispirato ai romanzi di Giorgio Scerbanenco- su Criminal Magazine- marzo 2011 dedicato a Giorgio Scerbanenco
- 2012 - Pirati - coordinamento testi, curatela e articoli di un volume saggistico sui pirati in occasione dei 150 anni dalla nascita di Emilio salgari, edito in cartaceo e digitale da dbooks.it.
- 2013 - Tutte Dentro, Il cinema della segregazione femminile- Bloodbuster edizioni
- 2013 - Regole di sangue- scrivere il Thriller e l'Azione- manuale di scrittura- Edizioni Dbooks
- 2013 - Nerissimo, sexyssimo, segretissimo, breve saggio sui rapporti tra supercriminali e agenti segreti nella cultura pop degli anni 60/70 in Killing for Kultur -Nocrturno n133
- 2014 - Spy game-un gioco terribilmente pericoloso in Il cinema di Tony Scott a cura di Mario Gerosa, Edizioni Il Foglio letterario
- 2015 - Italian Giallo- alle radici del thriller italiano, tra cinema, fumetti e televisione, Cordero editore
- 2015 - Eroi dell'ombra- il cinema delle spie raccontato come un romanzo Dbook.it
- 2015 - Il manuale delle armi da sparo Dbook.it
- 2016 - Guida al cinema Western con Michele Tetro Odoya
- 2016 - Il manuale delle armi bianche Dbook.it
- 2017 - Guida al cinema bellico con Michele tetro Odoya
- 2018 - Guida al cinema di Spionaggio Odoya
- 2018 - Corpo a corpo. L'avventura delle discipline da combattimento Dbooks.it
- 2021 - Duro da uccidere. Il cinema di Steven Seagal Shatter

### Sceneggiature di fumetti
- 1988 - Martin Mystère Almanacco del Mistero 1989 - partecipazione
- 1994 - Benares Inferno (disegnato da Davide Fabbri), Gli albi di Granata Press n. 1
- 1999 - Martin Mystère Extra n. 14 - soggetto, insieme ad Alfredo Castelli

### Articoli vari
- 1999 - Ma davvero possiamo sperare in... A Better Tomorrow? - Far East Film, Urania n. 1369
- 1999 - Fra gli orrori del Duemila: prigionieri della matrice, Urania n. 1371
- 1999 - E nel cielo nuvole come draghi, Urania n. 1376
- 2000 - Concubine, volpi vampire e imperatrici vedove, Urania n. 1379
- 2000 - Hannibal e il trono di spade - Antichi orrori e nuove magie alla fine del millennio, Urania n. 1381
- 2000 - Viaggio a Xian, Urania n. 1383
- 2000 - Vampiri nella narrativa popolare (Blade), Urania n. 1386
- 2000 - Uno sguardo a Oriente - Far East Film II, Urania n. 1392
- 2000 - Carlo Jacono, Urania n. 1396
- 2000 - Un perfetto esorcista - Viaggio in Oriente III, Urania n. 1399
- 2000 - Viaggio in Oriente IV: la porta del sud, Urania n. 1403
- 2001 - Tigri, draghi e principesse lupo nei film, Urania n. 1411
- 2001 - Wong Jing e Bruce Lee - Un sorriso, uno schiaffo, un bacio sulla bocca - Far East Film III, Urania n. 1418
- 2001 - Viaggio in Oriente: ultima tappa, Hong Kong, Urania nn. 1413 e 1421
- 2001 - L'epopea del cinema cavalleresco cinese, Urania n. 1425
- 2001 - Il Wuxiapian, Urania n. 1429
- 2001 - Figli della notte, Urania n. 1431
- 2002 - Il canto di Kali, Urania nn. 1432 e 1435
- 2002 - Straziami, ma di morsi saziami, Urania n. 1439
- 2002 - Dalla Corea un nuovo sguardo sul Fantasy - Far East Film IV, Urania n. 1444
- 2002 - Morsi di celluloide, Urania n. 1450
- 2002 - L'orribile segreto dell'horror italiano, Urania n. 1455
- 2003 - Vampire a fumetti, Urania n. 1466

### Traduzioni
Dato l'alto numero di libri tradotti, si riportano di seguito solo alcuni titoli. Per un elenco più esaustivo, si rimanda al catalogo http://www.fantascienza.com/catalogo/autore.php?id=52261 e altri.
- 1976 - Naufragio su Giri (The Witling), di Vernor Vinge (Urania n. 1144)
- 1978 - Conan e la spada di Skelos (Conan and the Sword of Skelos), di Andrew J. Offutt (Urania Fantasy n. 45)
- 1988 - Nient'altro che un segugio (Ain't Nothing But a Hound Dog), di B.W. Clough
racconto raccolto in Destinazione spazio (Urania n. 1142)
- 1989 - Video Kill (Video Kill), di Joanne Fluke
- 1992 - Genesi marziana (Red Genesis), di S.C. Sykes (Urania n. 1234)
- 1996 - 007 - Ruolo d'onore (Role of Honour), di John Gardner (Segretissimo n. 1304)
- 1996 - Ithaqua, il mostro (Spawn of the Winds), di Brian Lumley (Urania n. 1282)
- 1997 - Sospesi nel tempo (The Frighteners), di Michael Jahn
- 1998 - Guerre stellari - La stirpe dei cavalieri Jedi (Star Wars: Children of the Jedi), di Barbara Hambly
- 1998 - Guerre stellari - L'arma segreta (Star Wars: Darksaber), di Kevin J. Anderson
- 1998 - Tyrant il distruttore (Resident Evil: the Umbrella Conspiracy), di S. D. Perry
- 1999 - L'orrore sotterraneo (Resident Evil: Underworld), di S. D. Perry
- 1999 - Pianeta di frontiera (Frontier Earth), di Bruce Boxleitner (Urania n. 1396)
- 1999 - Il fiume al centro del mondo (The River at the Centre of the World), di Simon Winchester
- 2000 - Benvenuti a Sunnydale (Buffy, the Vampire Slayer. The Harvest), di Richie Tankersley Cusick
- 2000 - Il ballo di Halloween (Buffy, the Vampire Slayer. Halloween Rain), di Christopher Golden
- 2000 - Resident Evil - Nemesis (Resident Evil: Nemesis), di S. D. Perry
- 2001 - Codice Veronica (Resident Evil: Code Veronica), di S. D. Perry
- 2007 - Volk: l'artiglio del lupo (Volk's Game), di Brent Ghelfi (Segretissimo n. 1545)
- 2008 - Volk: l'ombra del lupo (Volk's Shadow), di Brent Ghelfi (Segretissimo n. 1556)

### Collane video curate
- Il cinema del kung fu, Fabbri Editore -2002
- Horror: il cinema della paura, Fabbri Editore - 2003
- Bruce lee e il grande cinema delle arti marziali, la Gazzetta dello Sport, RCS -2010
- Gli indistruttibili, la gazzetta dello Sport, RCS-2011